# Christoph Schweizer
Christoph Schweizer (* 4. März 1986 in Aachen) ist ein deutscher Radsportler.

## Sportliche Laufbahn
Seit 2006 ist Christoph Schweizer, Bruder des ebenfalls erfolgreichen Radfahrers Michael Schweizer, als Radrennfahrer aktiv. 2013 gewann er eine Etappe der Tour d’Azerbaïdjan. 2017 errang er bei der Derny-Europameisterschaft die Silbermedaille. 2019 wurde er hinter André Dippel Vize-Europameister im Steherrennen, im selben Jahr wurde das Duo auf der Radrennbahn Bielefeld deutscher Meister. Zwei Jahre später wiederholten die beiden Sportler diesen Erfolg auf der Radrennbahn Chemnitz.

## Erfolge

### Bahn
2017
- Europameisterschaft – Dernyrennen (hinter Christian Dippel)

2019
- Europameisterschaft – Steherrennen (hinter André Dippel)
- Deutscher Meister – Steherrennen (hinter André Dippel)

2021
- Deutscher Meister – Steherrennen (hinter André Dippel)

### Straße
2013
- eine Etappe Tour d’Azerbaïdjan